# Opas sobre Endesa

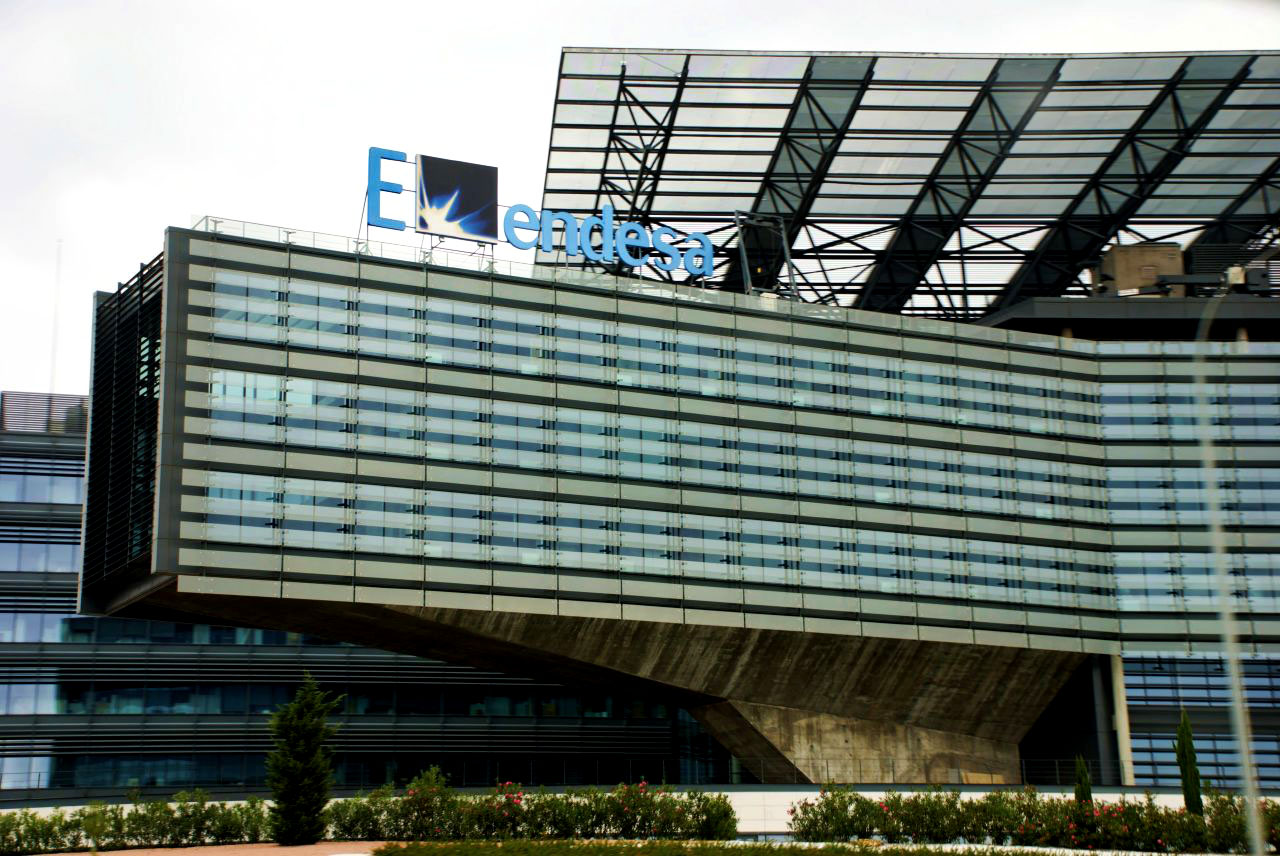
Sede de Endesa, entonces la mayor empresa energética española eléctrica.

Las ofertas públicas de adquisición (OPA) sobre Endesa son un conjunto de opas y movimientos bursátiles llevados a cabo entre 2005 y 2009 para hacerse con el control de Endesa, la mayor empresa eléctrica española, por parte de diversas empresas (Gas Natural, E.ON, Acciona y Enel).

## Antecedentes
Ya en 2001, Endesa e Iberdrola llevaron a cabo un intento fallido de fusión, y a finales de 2002, Gas Natural intentó una operación similar al tratar de hacerse con el control de Iberdrola mediante una OPA hostil. La maniobra, valorada en 15.000 millones de euros, fue rechazada por cuestiones regulatorias a principios de 2003.

## La opa de Gas Natural (2005 )
El 5 de septiembre de 2005, Gas Natural lanzó una oferta pública de adquisición de acciones (opa) de Endesa a 21,30 euros por acción, de los cuales 13,85 euros se pagarían en acciones de la propia compañía Gas Natural, y el resto, 7,45 euros, en metálico. Para obtener el dinero, Gas Natural logró previamente un acuerdo con Iberdrola para la compra posterior a la opa de los activos de Endesa localizados en áreas geográficas de actuación de Iberdrola, por unos 8.000 millones de euros. Para facilitar la operación, Gas Natural contó con un préstamo, por una cantidad equivalente, del grupo de bancos Société Générale, UBS Investment Bank y La Caixa.
El 6 de noviembre de 2005, Endesa rechaza la oferta y anuncia acciones defensivas.
El 8 de noviembre de 2005, un informe favorable de la Comisión Nacional de la Energía (CNE) (presidida por una exdiputada del Partit dels Socialistes de Catalunya (PSC), cuyo cargo es de designación política) autorizaba la oferta pública de adquisición de Gas Natural sobre Endesa, imponiendo 19 condiciones asumibles, según Gas Natural. 
La operación pronto se vio envuelta en polémica. Mientras que desde la oposición se asoció esta aprobación con la buena relación entre el gobernante Partido Socialista Obrero Español (PSOE) y La Caixa, máxima accionista de Gas Natural, dicha asociación fue negada por el gobierno. Así, el ministro José Montilla negó la relación entre esta operación y la condonación por parte de La Caixa de una deuda de más de 6 millones de euros al PSC, tal y como defendieron el Partido Popular (PP) y medios afines. Por otro lado, sectores políticamente opuestos al PP criticaron su postura, arguyendo que estas prácticas de condonación de deudas se produjeron con todos los partidos del hemiciclo, y vinculando el rechazo del PP al origen catalán de Gas Natural. 
Por su parte, Endesa presentó el 23 de noviembre ante los Juzgados de Primera Instancia de Madrid una demanda contra Gas Natural e Iberdrola por estimar que el acuerdo suscrito entre ambas empresas en el marco de la opa hostil sobre la eléctrica, y que tenía por objeto la venta de activos de Endesa, 'es nulo de pleno derecho al ser su causa ilícita'.

## La contraopa de E.ON (2006 )
En febrero de 2006, la eléctrica alemana E.ON se incorporaba a la pugna como caballero blanco y realizaba una contra-OPA sobre Endesa, mejorando la anterior oferta en un 30% y ofreciendo 27,5 euros por acción. La directiva presidida por Manuel Pizarro rechazó ambas ofertas y apostó por su propio proyecto. Sin embargo, dado que en junio de 2007 se procedía a la liberalización del sector, haciendo claves las economías de escala, el sector eléctrico se vio inmerso en un proceso de consolidación, siendo esperables fusiones y adquisiciones.
El origen extranjero de E.ON, participada además por el Estado alemán, fue fuente de más polémica. Por un lado, desde sectores partidarios de la opa se descalificó la oposición de ciertos sectores españolistas a dejar el sector energético en manos de empresas radicadas en Cataluña, pero no a permitir su compra por parte de empresas extranjeras. Así, el político catalán Carod Rovira llegó a calificarlo de "catalanofobia empresarial".
Este hecho también se ha calificado como el efecto negativo de la extranjerización: la compra y control del sector de forma total o parcial por parte de empresas privadas extranjeras. La privatización en los países subdesarrollados tiende a provocar que las empresas sean compradas por multinacionales extranjeras, de forma que a bajo costo (pues la mano de obra es más barata) recogen los mismos beneficios, los cuales no se reinvierten en dicho país productor sino que la multinacional los invierte en su propio país o bien en comprar otras empresas en otros países, continuando así la cadena.

### Medidas del Gobierno, la Comisión Europea y el Tribunal Supremo
El Consejo de Ministros de España aprobó en febrero un Real Decreto que daba nuevas competencias a la CNE para que estudiase y pudiese decidir acerca de las fusiones energéticas en general y en concreto la opa de E.ON sobre Endesa. La comisión de la energía, ante la posibilidad de que la adquisición por una empresa alemana dañase el ya de por sí dependiente sector energético español puso varias condiciones a E.ON para la adquisición, entre ellas:
- Obligación de que Endesa mantenga su marca durante un periodo de cinco años.
- Prohibición de venta de activos en los dos archipiélagos y Ceuta y Melilla en cinco años.
- Obligación de utilizar carbón nacional.
- Obligación de no adoptar decisiones estratégicas sobre Endesa que afecten a la seguridad de suministro contrarias a la legislación española.

Por ello, la Comisión Europea abrió un proceso de infracción contra España por este aumento de competencias, que se interpretó como un intento de obstaculizar la oferta de la energética alemana. Desde el gobierno, sin embargo, se afirmó que las competencias dadas no eran mayores que las que tenían aún muchos países europeos, cuyas políticas energéticas estaban fuertemente blindadas como Francia o la propia Alemania (E. ON no podría ser comprada, por ejemplo, por una empresa española) y que, por tanto, se trataría de equiparar la capacidad de intervención de España para defender sus intereses energéticos al nivel del resto de países de la Unión.
Mientras, el Tribunal Supremo paralizó cautelarmente la autorización del Consejo de Ministros sobre la opa de Gas Natural sobre Endesa para evitar daños "sustanciales e irreversibles" en un auto fechado el 28 de abril. Esta decisión se basó en los informes del Servicio de Defensa de la Competencia, de la Comisión Nacional de la Energía (CNE) y del Tribunal de Defensa de la Competencia de España (TDC) y sostiene que es muy probable que la operación suponga un "grave perjuicio para el mantenimiento de la competencia en la práctica totalidad de los mercados concernidos".
El proceso de infracción se saldó en febrero de 2008 con la sentencia del Tribunal de Justicia de la Unión Europea de mano de la comisaria de la Competencia Europea Neelie Kroes que culpó al gobierno español de no haber retirado las condiciones de la CNE y del ministro de economía Solbes, lo que dio la razón a la Comisión Europea. España rápidamente respondió de mano del ministro de economía, primero con la contradicción entre la ley energética comunitaria, que permite a los países aducir razones de estrategia nacional para poner condiciones a una operación en el sector, pero que en la práctica no acepta ningún margen "razonable" y segundo, que esta decisión sentaría precedente, puesto que mientras España y Reino Unido tienen un sector energético más o menos libre, en Francia y Alemania esta fuertemente protegido (de hecho, en Francia gran parte del capital energético era entonces propiedad del Estado).

### El fin de la opa de E.ON
La oferta de E.ON, sin embargo, se vio en apuros debido a la entrada en el accionariado de la eléctrica de otras empresas. El 25 de noviembre de 2006, la constructora española Acciona anunció la compra de un 10%, con el deseo de ampliarlo hasta un 25, todo ello gracias a la ayuda del Banco Santander. Más adelante, el 27 de febrero de 2007, la empresa italiana Enel, participada por el Estado italiano, compró un 10% de Endesa y manifestó su intención de ampliar su participación un 7% adicional.
Con un 35-40% del accionariado opuestos al proyecto de E.ON, un 3% en manos de la Sociedad Estatal de Participaciones Industriales (SEPI), y por tanto, neutral, E.ON necesitaba de un gran consenso entre el resto de accionistas, Caja Madrid entre ellos con un 9,9%, y de una alta participación para cumplir los requisitos de su opa: superar el 50% del capital y levantar la restricción de los derechos políticos, que impidían a un solo accionista tener más del 10% del derecho a voto. Sin embargo, el presidente de E.ON, Wulf Bernotat, manifestó que la compañía podría mantenerse en el capital de Endesa aunque no se alcancen los objetivos, y "reunir una y otra vez" a los órganos de administración de Endesa hasta lograr la modificación deseada.
A finales de marzo de 2007 E.ON, que fue elevando el precio por acción ofertado, lo sitúa en 40 euros por acción. Mientras tanto el porcentaje de acciones controladas por Enel fue subiendo hasta el 24,9%, y el otro socio opuesto a E.ON, Acciona, poseía el 21%. Además ambas compañías firmaron un acuerdo el 26 de marzo de 2007 por el que se comprometían a lanzar una opa conjunta con un precio mínimo de 41 euros por acción. Con estos hechos la opa de E.ON tenía pocas posibilidades de salir adelante.
El 2 de abril se produce un acuerdo que pone fin a la opa de la eléctrica alemana, entre Enel, Acciona, y E.ON, por el que esta última se retira, a cambio de obtener activos de Endesa en Francia, Italia, Polonia y Turquía, el control de Electra de Viesgo, la quinta eléctrica española, que en ese momento era de Enel, y de un conjunto de centrales térmicas de Endesa. Por otra parte, Enel y Acciona se comprometen a lanzar la oferta en cuanto se les autorice, a 41 euros por acción.

## Opa de Acciona y Enel (abril de 2007 )
El 11 de abril de 2007, la italiana Enel y la española Acciona lanzaban su opa, la tercera en dos años, ofreciendo 41,3 euros por acción, actualizando los 41 euros mínimos que ofrecieron el día 26 marzo, si se levanta la restricción del 10 % de los derechos políticos.
La modificación de los estatutos de Endesa eliminando la limitación del 10% de los derechos de los accionistas mayoritarios fue aprobada en la junta extraordinaria de los accionistas de Endesa del 25 de septiembre de 2007.
El 5 de octubre de 2007, la italiana Enel y la española Acciona se hacían con el 92% del capital de Endesa, culminando así la operación y el acuerdo con la alemana E.ON.

### Final de la operación de Acciona y Enel
El 20 de febrero de 2009 Acciona y Enel firmaron un contrato, previsto en el acuerdo entre ambas de 26 de marzo de 2007, por el que Acciona vendía sus acciones de Endesa, un 25%, a cambio de los activos de energías renovables de Endesa, más 8.000 millones de euros. Estos activos consistían en 2.105 megavatios (MW) en España y Portugal, de los que 688 MW corresponden a centrales hidráulicas. Esta operación, que obtuvo el 8 de abril de 2009 la conformidad de la Comisión Europea (CE), supuso que Enel se convirtiese en el dueño casi absoluto de Endesa al controlar directa o indirectamente el 92% de su capital social, poniendo fin a la larga batalla por el control de la mayor empresa eléctrica española, que se inició en septiembre de 2005 con la opa de Gas Natural.